# Jewhenij Jenin
Jewhenij Wołodymyrowycz Jenin, ukr. Євгеній Володимирович Єнін (ur. 19 listopada 1980 w Dnieprze, zm. 18 stycznia 2023 w Browarach) – ukraiński polityk, prawnik i dyplomata, w latach 2021–2023 I wiceminister spraw wewnętrznych Ukrainy. Zginął w katastrofie śmigłowca w trakcie pełnienia funkcji wiceministra.

## Życiorys
Był radcą w Ambasadzie Ukrainy we Włoszech. Od czerwca 2016 do kwietnia 2019 pełnił funkcję zastępcy Prokuratora Generalnego Ukrainy. W latach 2020–2021 był wiceministrem spraw zagranicznych. Od 6 września 2021 był wiceministrem spraw wewnętrznych Ukrainy.
Zginął w trakcie inwazji Rosji na Ukrainę 18 stycznia 2023 w katastrofie śmigłowca w Browarach.

## Odznaczenia
- Order „Za zasługi” III Klasy – 2017[5]